# Stubbrace
Stubbrace är en motorsport med motorcykel. Man använder en pilad bana på klippt eller skördad åker, då bara stubben finns kvar. Korta heat med placering, sedan finaler. Masstart. Tidsregler som motocross. Vanligast körs stubbrace med motocross-, eller enduro-MC.